# Diederik van Hamaland
Diederik van Hamaland (970- Upladen, 7 april 1017/18), ook wel Diederik I van Kleef genoemd, was graaf van Hamaland van -1014, uit het geslacht der Immedingen. Zijn vader, Immed IV van Hamaland, ook wel Immed van Kleef genoemd, was de eerste echtgenoot van Adela van Hamaland, dochter van graaf Wichman IV. Diederik was hun oudste zoon.
Bij het overlijden van zijn vader Immed in 983 was Diederik nog erg jong om daadwerkelijk het graafschap over te nemen. De tweede echtgenoot van zijn moeder, Balderik van Duffelgouw, probeerde zich als heerser door te zetten. Diederik werd in 1017 bij Upladen, de burcht van zijn stiefvader Balderik, vermoord. Balderik liet zich nu ook graaf van Hamaland noemen, hoewel het niet duidelijk is in hoeverre hij ook echt als graaf erkend werd.
Diederik verkreeg ook het graafschap Teisterbant, mogelijk door een huwelijk met een dochter van graaf Unruoch van Teisterbant.
Diederik liet meerdere dochters na. De oudste, Addila, huwde met Godfried, hertog van Neder-Lotharingen (1012-1023). Deze volgde hem uiteindelijk op als graaf van Hamaland.
Een jongere dochter trouwde rond 1025 Gerard II Flamens († voor 1052). Deze kon hierdoor ook aanspraak maken op delen van Hamaland. Toen het geslacht van Verdun in ongenade raakte en 'Godfried met de Baard' in 1046 door Keizer Hendrik III uit zijn ambt ontzet werd, kon hun zoon, Gerard III († voor 1058), hier uiteindelijk van profiteren.
De eerste graaf van Kleef, Rutger I, was de broer van Gerard I Flamens. Diederik en zijn vader worden in moderne genealogieën vaak als "van Kleef" betiteld, maar hoewel zij in die streek wel bezittingen hadden, waren zij echter nog geen graven van Kleef.

## Voorouders
| Voorouders van Diederik van Hamaland | Voorouders van Diederik van Hamaland                            | Voorouders van Diederik van Hamaland                            | Voorouders van Diederik van Hamaland                            | Voorouders van Diederik van Hamaland                            | Voorouders van Diederik van Hamaland                                  | Voorouders van Diederik van Hamaland                                  | Voorouders van Diederik van Hamaland                                  | Voorouders van Diederik van Hamaland                                  |
| ------------------------------------ | --------------------------------------------------------------- | --------------------------------------------------------------- | --------------------------------------------------------------- | --------------------------------------------------------------- | --------------------------------------------------------------------- | --------------------------------------------------------------------- | --------------------------------------------------------------------- | --------------------------------------------------------------------- |
| Overgrootouders                      | ? (-) ∞ ? (-)                                                   | ? (-) ∞ ? (-)                                                   | ? (-) ∞ ? (-)                                                   | ? (-) ∞ ? (-)                                                   | Meginhard IV van Hamaland (898-952) ∞ Cunegonde (-)                   | Meginhard IV van Hamaland (898-952) ∞ Cunegonde (-)                   | Arnulf I van Vlaanderen (889-965) ∞ Aleidis van Vermandois (916-960)  | Arnulf I van Vlaanderen (889-965) ∞ Aleidis van Vermandois (916-960)  |
| Grootouders                          | ? (-) ∞ ? (-)                                                   | ? (-) ∞ ? (-)                                                   | ? (-) ∞ ? (-)                                                   | ? (-) ∞ ? (-)                                                   | Wichman IV van Hamaland (920-974) ∞ Liutgard van Vlaanderen (935-964) | Wichman IV van Hamaland (920-974) ∞ Liutgard van Vlaanderen (935-964) | Wichman IV van Hamaland (920-974) ∞ Liutgard van Vlaanderen (935-964) | Wichman IV van Hamaland (920-974) ∞ Liutgard van Vlaanderen (935-964) |
| Ouders                               | Immed IV van Hamaland (950-995) ∞ Adela van Hamaland (950-1025) | Immed IV van Hamaland (950-995) ∞ Adela van Hamaland (950-1025) | Immed IV van Hamaland (950-995) ∞ Adela van Hamaland (950-1025) | Immed IV van Hamaland (950-995) ∞ Adela van Hamaland (950-1025) | Immed IV van Hamaland (950-995) ∞ Adela van Hamaland (950-1025)       | Immed IV van Hamaland (950-995) ∞ Adela van Hamaland (950-1025)       | Immed IV van Hamaland (950-995) ∞ Adela van Hamaland (950-1025)       | Immed IV van Hamaland (950-995) ∞ Adela van Hamaland (950-1025)       |
| Diederik van Hamaland (970-1017)     |                                                                 |                                                                 |                                                                 |                                                                 |                                                                       |                                                                       |                                                                       |                                                                       |